# Glaphyra starki
Glaphyra starki är en skalbaggsart som beskrevs av Shabliosvsky 1936. Glaphyra starki ingår i släktet Glaphyra och familjen långhorningar. Inga underarter finns listade i Catalogue of Life.